# Jorge Martínez (piloto de motociclismo)
Jorge Martínez Salvadores (Alcira, Valencia, 29 de agosto de 1962), más conocido como Jorge Martínez «Aspar» o simplemente Aspar, es un expiloto de motociclismo español. Fue cuatro veces campeón del Campeonato del Mundo de Motociclismo, tres veces de 80cc, en 1986, 1987 y 1988 con Derbi, y una vez de 125cc en 1988, repitiendo con Derbi. Antes de su retiro de la competición en 1997, fundó su equipo en 1993, el Aspar Team. Es el cuarto piloto español más laureado del Campeonato del Mundo de Motociclismo, tras Ángel Nieto, Marc Márquez y Jorge Lorenzo. Ha servido de puente, junto con Sito Pons, a la posterior generación de pilotos españoles, encabezada por Alex Crivillé.
En 2019 recibió la medalla MotoGP Legend, pasando a ser miembro del Hall of Fame de la FIM.
La curva uno del Circuito Ricardo Tormo de Valencia tiene su nombre, es el segundo piloto valenciano campeón del Campeonato del Mundo de Motociclismo tras Ricardo Tormo, y seguido de Champi Herreros, Nico Terol, Jaume Masiá y Héctor Garzó.

## Biografía
Comenzó a correr con apenas dieciséis años, disputando su primera carrera en Guadasuar, una población de Valencia, a cinco minutos de su Alcira natal con una Derbi 50 de cuatro marchas alquilada, quedando en segunda posición. El gusanillo de las motos ya se había introducido en él y ya no le abandonaría nunca.
Su relación con otras personas del ambiente de las carreras, como Ricardo Tormo, gran piloto valenciano con el que coincidirá en muchas carreras, o Paco Pérez Calafat, le ayudarán a ir escalando posiciones. Así, tras unos primeros años de aprendizaje, en los que conquista trofeos y títulos menores, en 1981 se proclamará por primera vez Campeón de España de 50 cc. Fue segundo en 125, siempre sobre una Bultaco, moto que conducirá cuando debute en el Mundial en el Gran Premio del Jarama de 1982.
A partir de este momento su trayectoria será meteórica. Ese mismo año finaliza ya en 11.ª posición del Mundial, para al año siguiente, montando ya una Derbi oficial -marca con la que obtendrá sus mejores triunfos- subirse por primera vez al podio de un Gran Premio, también en el Circuito del Jarama (a lo largo de su carrera, repetirá hasta sesenta veces el subirse al cajón). Durante esta temporada terminará el campeonato en decimotercera posición, pero se proclamará campeón de España de 80 cc.
Sus éxitos en el Mundial recibirán un nuevo impulso a partir de 1984. Con el apoyo de Paco Tombas, terminó el año en cuarta posición en la categoría de 80 cc., no sin antes haber conseguido en junio el primero de los 37 Grandes Premios de su vida en Assen, la llamada «catedral del motociclismo». También volvió a triunfar en el Campeonato de España de 80. 1985 representa un escalón más en su carrera hacia el título mundial, pues termina en segunda posición, renovando el Campeonato español.
A partir de 1986 comienza la época más dorada de Jorge. Durante tres años, entre 1986  y 1988, será el dueño casi absoluto de las cilindradas pequeñas, imponiéndose tanto en el Mundo como en España. Su dominio será tal que en 1988 se impondrá en dos categorías, 80 y 125, algo que solo está reservado para los grandísimos campeones.

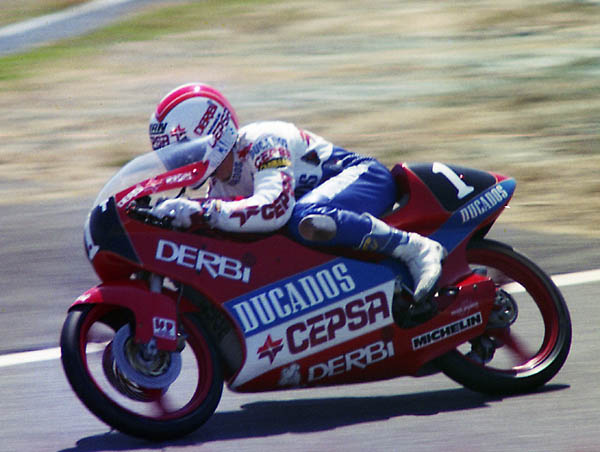
Aspar en el GP de Japón de 1989

Sin embargo, a partir de 1989, coincidiendo con su salida de Derbi, no vuelve a ser el mismo. Durante este año una terrible racha de lesiones le relegarán al noveno puesto del Mundial de 125, aunque no impidieron que se proclamara campeón de España en 80 y 125. Al año siguiente, sobre los lomos de una J.J. Cobas solo pudo ser sexto en el Mundial, aunque amplió su dominio en España a dos categorías: 125 y 250 cc.
A partir de 1992 decide crear su propia escudería. Alterna durante estos últimos años diferentes monturas —Honda, Yamaha, Aprilia—, pero no le dan buen resultado. Además la aparición de nuevos pilotos, jóvenes y muy arriesgados, hacen que Aspar, a pesar de su enorme ilusión, no consiga buenos resultados, a excepción de algún podio y del Campeonato de Europa de 1996. Se retiró del Mundial con treinta y cinco años, tras correr el Gran Premio de Australia de 1997, después de haber disputado 196 Grandes Premios.

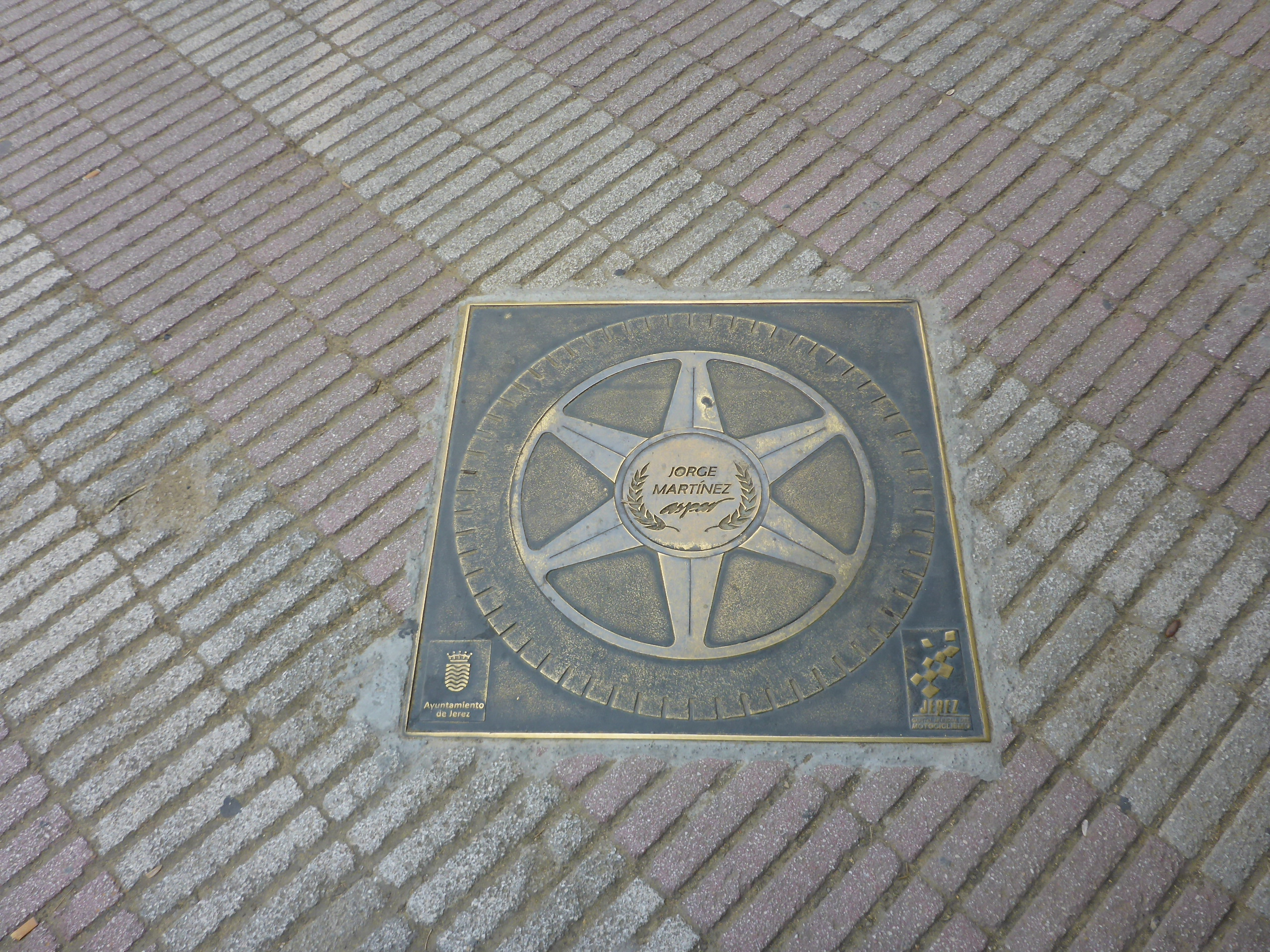
Estrella en el Paseo de la Fama de Jerez

### Retiro como piloto y debut como director
No obstante, su retirada como piloto en activo no conlleva que se aparte totalmente de las motos. Continúa obteniendo grandes éxitos como director de su equipo (Aspar Team), tanto en las cilindradas de 125 como en el «dos y medio». Por otro lado, su otra gran realización es el circuito de la Comunidad Valenciana, en el que el de Alcira es uno de los máximos responsables. Además de los títulos cosechados, Aspar ha visto recompensado su esfuerzo con distinciones como el nombramiento de Hijo predilecto de Alcira, la Medalla de Oro al Mérito Deportivo o las dos nominaciones al Premio Príncipe de Asturias.
En 2018 decide renombrar su equipo como Ángel Nieto Team, en honor de su amigo y fallecido piloto madrileño Ángel Nieto. El equipo volvió a su denominación original de Aspar Team a comienzos de 2020. En 2022 adquiere el Circuit de la Ribera para transformarlo en el Aspar Circuit, un complejo deportivo de 350 000 m² capaz de albergar varias actividades simultáneas del mundo del motor. Convirtiéndolo a partir de 2024 en su base de operaciones y sede del Aspar Team.

## Palmarés
- 2 Campeonatos de España de Velocidad de 50cc
  - (1981 y 1982)
- 6 Campeonatos de España de Velocidad de 80cc
  - (1983, 1984, 1985, 1986, 1988 y 1989)
- 3 Campeonatos de España de Velocidad de 125cc
  - (1988, 1990 y 1994)
- 1 Campeonato de España de Velocidad de 250cc
  - (1990)
- 1 Campeonato Europeo de Motociclismo de 125cc
  - (1996)
- 3 Campeonatos del Mundo de Motociclismo de 80cc
  - (1986, 1987 y 1988)
- 1 Campeonato del Mundo de Motociclismo de 125cc
  - (1988)

## Resultados en el Campeonato del Mundo
Sistema de puntuación desde 1969 hasta 1987:
| Posición | 1.º | 2.º | 3.º | 4.º | 5.º | 6.º | 7.º | 8.º | 9.º | 10.º |
| Puntos   | 15  | 12  | 10  | 8   | 6   | 5   | 4   | 3   | 2   | 1    |

Sistema de puntuación desde 1988 hasta 1991:
| Posición | 1.º | 2.º | 3.º | 4.º | 5.º | 6.º | 7.º | 8.º | 9.º | 10.º | 11.º | 12.º | 13.º | 14.º | 15.º |
| Puntos   | 20  | 17  | 15  | 13  | 11  | 10  | 9   | 8   | 7   | 6    | 5    | 4    | 3    | 2    | 1    |

Sistema de puntuación en 1992:
| Posición | 1.º | 2.º | 3.º | 4.º | 5.º | 6.º | 7.º | 8.º | 9.º | 10.º |
| Puntos   | 20  | 15  | 12  | 10  | 8   | 6   | 4   | 3   | 2   | 1    |

Sistema de puntuación de 1993 hasta 2022:
| Posición | 1.º | 2.º | 3.º | 4.º | 5.º | 6.º | 7.º | 8.º | 9.º | 10.º | 11.º | 12.º | 13.º | 14.º | 15.º |
| Puntos   | 25  | 20  | 16  | 13  | 11  | 10  | 9   | 8   | 7   | 6    | 5    | 4    | 3    | 2    | 1    |

### Carreras por año
(Carreras en negrita indica pole position, carreras en cursiva indica vuelta rápida)
| Año  | Cat.  | Moto           | 1       | 2       | 3       | 4       | 5       | 6       | 7       | 8       | 9       | 10      | 11      | 12      | 13      | 14      | 15     | Ptos. | Pos. |
| ---- | ----- | -------------- | ------- | ------- | ------- | ------- | ------- | ------- | ------- | ------- | ------- | ------- | ------- | ------- | ------- | ------- | ------ | ----- | ---- |
| 1982 | 50cc  | Bultaco-Motul  |         |         |         | ESP 6   | NAC Ret | NED Ret |         | YUG 6   |         |         |         | RSM -   | ALE -   |         |        | 10    | 11.º |
| 1983 | 50cc  | Rieju-Motul    |         | FRA -   | NAC -   | ALE -   | ESP 3   |         | YUG -   | NED -   |         |         |         | RSM -   |         |         |        | 10    | 13.º |
| 1984 | 80cc  | Derbi          | NAC 7   | ESP 8   | AUT 5   | ALE Ret | YUG 3   | NED 1   | BEL 2   | RSM 2   |         |         |         |         |         |         |        | 62    | 4.º  |
| 1985 | 80cc  | Derbi          |         | ESP 1   | ALE Ret | NAC 1   |         | YUG 2   | NED 3   |         | FRA Ret |         |         | RSM 1   |         |         |        | 67    | 2.º  |
| 1986 | 80cc  | Derbi          | ESP 1   | NAC 2   | ALE Ret | AUT 1   | YUG 1   | NED 1   |         |         | GBR 3   |         | SUE -   | RSM 2   | BWU Ret |         |        | 94    | 1.º  |
| 1987 | 80cc  | Derbi          | ESP 1   | ALE 2   | NAC 1   | AUT 1   | YUG 1   | NED 1   | GBR 1   | CHE 2   | RSM Ret | POR 1   |         |         |         |         |        | 129   | 1.º  |
| 1988 | 80cc  | Derbi          | ESP 2   | EXP 1   | NAC 1   | ALE 1   |         | NED 1   |         | YUG 1   |         |         |         | CHE 1   |         |         |        | 137   | 1.º  |
| 1988 | 125cc | Derbi          | ESP 1   |         | NAC 1   | ALE Ret | AUT 1   | NED 1   | BEL 1   | YUG 1   | FRA 1   | GBR 2   | SUE 1   | CHE 1   |         |         |        | 197   | 1.º  |
| 1989 | 80cc  | Derbi          |         |         |         | ESP Ret | NAC 1   | ALE Ret |         | YUG Ret | NED Ret |         |         |         | CHE 3   |         |        | 35    | 8.º  |
| 1989 | 125cc | Derbi          | JAP Ret | AUS Ret |         | ESP 2   | NAC Ret | ALE Ret | AUT DNS |         | NED 7   | BEL DNQ | FRA 1   | GBR Ret | SUE 4   | CHE 4   |        | 72    | 9.º  |
| 1990 | 125cc | JJ Cobas       | JAP Ret |         | ESP 1   | NAC 1   | ALE Ret | AUT 1   | YUG Ret | NED 5   | BEL Ret | FRA 6   | GBR 4   | SUE 17  | CHE 8   | HUN Ret | AUS 13 | 105   | 6.º  |
| 1990 | 250cc | JJ Cobas       | JAP Ret | USA 16  | ESP Ret | NAC 12  | ALE Ret | AUT 14  | YUG DNQ | NED 14  | BEL Ret | FRA Ret | GBR Ret | SUE Ret | CHE 19  | HUN Ret | AUS 11 | 13    | 24.º |
| 1991 | 125cc | JJ Cobas-Honda | JAP 5   | AUS 10  | ESP 5   | ITA Ret | ALE 6   | AUT 7   | EUR 4   | NED 14  | FRA 11  | GBR 6   | RSM 7   | CHE 4   | MAL Ret |         |        | 99    | 6.º  |
| 1992 | 125cc | Aspar-Honda    | JAP Ret | AUS 6   | MAL 4   | ESP 9   | ITA 6   | EUR 10  | ALE Ret | NED 5   | HUN Ret | FRA 3   | GBR 8   | BRA 2   | RSA 1   |         |        | 83    | 7.º  |
| 1993 | 125cc | Aspar-Honda    | AUS Ret | MAL 10  | JAP 9   | ESP 7   | AUT 17  | ALE 13  | NED DNF | EUR 6   | RSM 7   | GBR 11  | CZE 8   | ITA 12  | USA 12  | FIM 7   |        | 74    | 8.º  |
| 1994 | 125cc | Aspar-Yamaha   | AUS Ret | MAL 3   | JAP 7   | ESP 9   | AUT 17  | ALE 7   | NED 2   | ITA 7   | FRA 6   | GBR 10  | CZE 4   | USA 5   | ARG 1   | EUR Ret |        | 135   | 6.º  |
| 1995 | 125cc | Aspar-Yamaha   | AUS 13  | MAL 20  | JAP Ret | ESP 13  | ALE Ret | ITA Ret | NED Ret | FRA Ret | GBR 8   | CZE 18  | RIO 11  | ARG 8   | EUR Ret |         |        | 27    | 18.º |
| 1996 | 125cc | Aspar-Aprilia  | MAL Ret | IDN 5   | JAP 8   | ESP Ret | ITA 13  | FRA Ret | NED 9   | ALE 7   | GBR 4   | AUT 6   | CZE 2   | IMO 3   | CAT 8   | RIO 4   | AUS 4  | 131   | 5.º  |
| 1997 | 125cc | Aprilia        | MAL 6   | JAP 5   | ESP 3   | ITA 2   | AUT Ret | FRA DNS | NED 6   | IMO 6   | ALE 6   | RIO 7   | GBR Ret | CZE Ret | CAT 12  | IDN 3   | AUS 13 | 119   | 6.º  |

## Premios
Sus gestas fueron bien reconocidas fuera de nuestras fronteras, pero también fue “profeta en su tierra” recibiendo un gran número de galardones entre los que cabe destacar los siguientes:
- Premio nacional del deporte 1987. Trofeo Don Felipe de Borbón.
- Medalla de Oro de la Real Orden del Mérito Deportivo, otorgada por el Consejo Superior de Deportes (1994)[11]
- Medalla de plata de la Ciudad de Valencia.
- Hijo predilecto de la ciudad de Alcira.
- Medalla de oro de la Generalidad Valenciana al mérito deportivo.
- Medalla de oro al mérito motociclista de la R.F.M.E.
- Premio Nostresport a su trayectoria en la I Edición de los Premios Nostresport.
- Bosque "Jorge Martínez Aspar" con la colaboración de los 40 principales en Alcira (16-05-2010)

## Justicia
La causa contra él dentro del 'caso Valmor' fue sobreseída a petición de la Fiscalía.